# Torneo de Karlsruhe 2022
El Karlsruhe Open 2022 (también conocido como Liqui Moly Open por motivos de patrocinio) fue un torneo de tenis profesional jugado en canchas de tierra batida. Se trató de la 3ª edición del torneo que formó parte de los Torneos WTA 125s en 2022. Se llevó a cabo en Karlsruhe, Alemania, entre el 10 al 15 de mayo de 2022.

## Cabezas de serie

### Individuales
| Tenista             | Ranking | Preclasificada |
| Alison Van Uytvanck | 59      | 1              |
| Mayar Sherif        | 61      | 2              |
| Anna Bondár         | 68      | 3              |
| Greet Minnen        | 79      | 4              |
| Panna Udvardy       | 83      | 5              |
| Clara Burel         | 84      | 6              |
| Dalma Gálfi         | 91      | 7              |
| Bernarda Pera       | 100     | 8              |

- Ranking del 2 de mayo de 2022

### Dobles
| Tenista                     | Ranking | Preclasificada |
| Bandera de ? · Bandera de ? |         | 1              |
| Bandera de ? · Bandera de ? |         | 2              |

## Campeonas

### Individuales femeninos
Mayar Sherif venció a  Bernarda Pera por 6–2, 6–4

### Dobles femenino
Mayar Sherif /  Panna Udvardy vencieron a  Yana Sizikova /  Alison Van Uytvanck por 5–7, 6–4, [10–2]